# It’s On Us (песня)
«It’s On Us» — благотворительный сингл американской инди-поп-группы AJR, выпущенный 31 марта 2017 года. Все средства, полученные от продажи сингла, были пожертвованы на кампанию Барака Обамы, направленную на борьбу с сексуальным насилием в студенческих кампусах колледжей в США.

## Написание песни

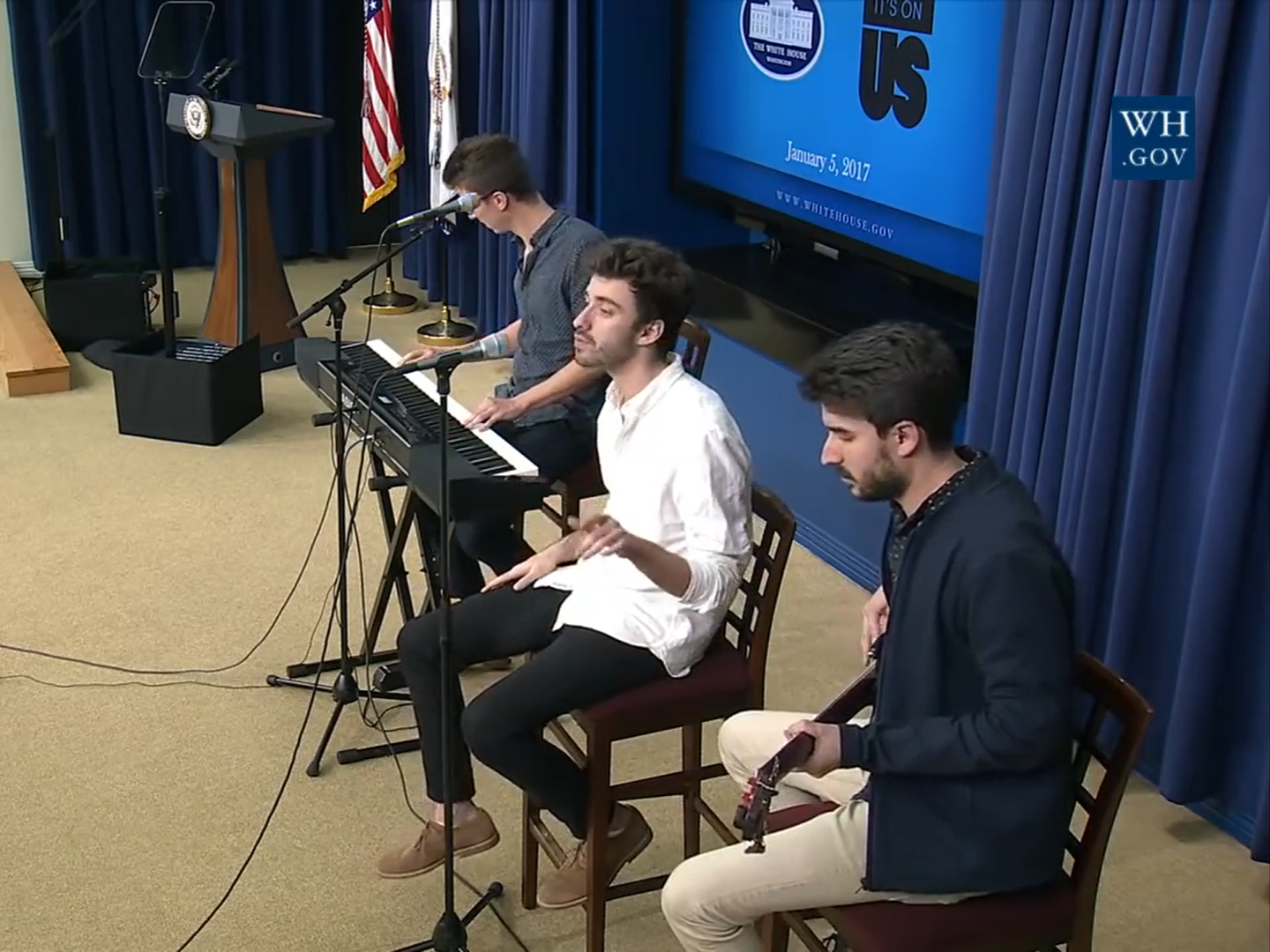
AJR выступают на саммите It’s On Us в 2017 году

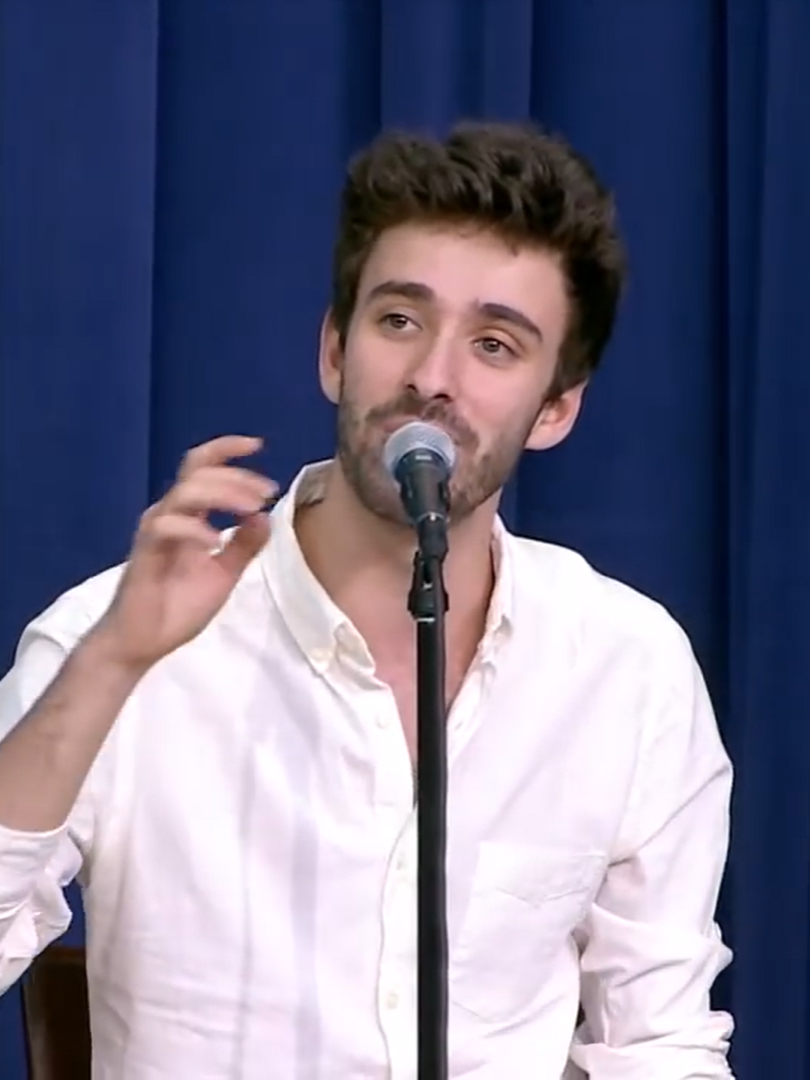
Джек Мэт исполняет «It’s On Us» в Белом доме

Кампания It’s On Us была запущена Бараком Обамой и Советом Белого дома по делам женщин и девочек 19 сентября 2014 года с целью привлечение внимания к проблеме сексуального насилия в студенческих кампусах колледжей США и помощи общества, когда это возможно. После выхода сингла AJR «Weak» Обама прослушал песню на Spotify. Он попросил свою администрацию связаться с группой. Она обратилась к группе с просьбой поддержать кампанию. Группа согласилась, назвав цели движения «важной темой для нас, потому что большинство наших поклонников студенческого возраста, и это представляет реальную опасность в студенческих кампусах», и поддержала это движение.
AJR обратились к Ребекке Каплан, руководителю проекта «It’s On Us», с просьбой помочь написать песню. Она помогла группе встретиться с людьми, которые пережили сексуальное насилие, и включила их истории в песню. AJR исполнили «It’s On Us» вместе со своей песней «Turning Out».

## Композиция
Композиция «It’s On Us» написана в 4
4такта в тональности ля мажор и имеет темп 88 ударов в минуту (bpm). Песня также появилась на стриминговых сервисах.